# Оскар Вер
Оскар Вер (нім. Oskar Wehr; 20 січня 1886, Бернкастель-Кус — 1 червня 1968, Екернферде) — німецький офіцер, контрадмірал крігсмаріне.

## Біографія
6 квітня 1904 року вступив на флот. Після проходження навчання з 1 жовтня 1906 року служив на лінкорі «Церінген». З 10 квітня 1908 по 31 березня 1910 року — 2-й кадетський офіцер на важкому крейсері «Вікторія Луїза». З 21 вересня 1910 по 30 вересня 1912 року — офіцер роти 2-ї торпедної дивізії, одночасно з 21 вересня по 1 жовтня 1910 року — вахтовий офіцер на торпедному катері V185, з 4 січня по 13 вересня і з 6 по 30 листопада 1911 року — на V183, з 2 по 6 грудня 1911 року — командир торпедного катера S62, з 29 січня по 17 лютого 1912 року — S74, з 18 по 29 березня, з 13 квітня по 7 червня і з 2 по 20 вересня 1912 року — знову вахтовий офіцер на V183.
З 1 жовтня 1912 року — вахтовий, з 6 травня 1915 по 31 березня 1917 року — 1-й торпедний офіцер, одночасно з 31 березня 1916 року — ад'ютант на важкому крейсері «Фон дер Танн». З 16 квітня 1917 року — інтруктор училища підводників, з 1 липня 1917 року — на навчальному торпедоносці «Вюртемберг».
З 22 лютого 1919 року — командир 6-ї флотилії торпедних катерів. 22 червня 1919 року взятий в полон. 1 лютого 1920 року звільнений і переданий в розпорядження начальника військово-морської станції «Остзе». З 31 травня 1920 року — командир командного батальйону станції. З 5 червня 1920 року — директор штабу формування, офіцер фенріхів та командир роти військово-морського училища Фленсбурга-Мюрвіка, одночасно з 24 серпня 1920 року — офіцер зв'язку при військово-морській комісії з перемир'я. З 1 січня 1922 року — інструктор торпедного училища. З 1 січня по 3 березня 1923 року — голова торпедного відділу Головного управління командування ВМС. З 5 березня 1923 року — 1-й офіцер на лінкорі «Ельзас». З 25 вересня 1928 по 20 березня 1932 року — начальник штабу Інспекції торпедного і мінного озброєння. З 29 березня 1932 по 27 вересня 1934 року — комендант військово-морського арсеналу Кіля. 30 вересня 1934 року звільнений у відставку, проте наступного дня повернувся на флот як офіцер земельної оборони і призначений військово-морським комісаром каналу імператора Вільгельма. З 5 березня 1935 року — офіцер служби комплектування.
З 9 вересня 1935 року — директор інституту з випробування торпед в Екернферде. 1 квітня 1938 року зарахований на дійсну службу. 18 листопада 1939 року переданий в розпорядження торпедної інспекції, потім — начальника військово-морської станції «Остзе». З 15 березня 1940 року — адмірал службового управління ВМС в Данцигу. В липні 1940 року постав перед Імперським військовим судом у зв'язку з частою відмовою торпед, проте був виправданий. 26 серпня 1940 року переданий в розпорядження головнокомандувача ВМС. В 1941 році головнокомандувач ВМС грос-адмірал Еріх Редер домігся повторного розгляду справи Вера. В жовтні 1941 року він був визнаний винним і засуджений до 2 років і 6 місяців позбавлення волі. В лютому 1942 року вирок був замінений на утримання в фортеці, а через півроку Вер був звільнений і переданий в розпорядження люфтваффе для вирішення торпедних питань. 31 жовтня 1942 року звільнений у відставку, проте до кінця війни залишався в розпорядженні люфтваффе. В 1944 році судимість була знята.

## Звання
- Морський кадет (6 квітня 1904)
- Фенріх-цур-зее (11 квітня 1905)
- Лейтенант-цур-зее (28 вересня 1907)
- Оберлейтенант-цур-зее (12 липня 1909)
- Капітан-лейтенант (17 жовтня 1915)
- Корветтен-капітан (1 жовтня 1923)
- Фрегаттен-капітан (1 квітня 1929)
- Капітан-цур-зее (1 лютого 1931)
- Контрадмірал запасу (16 квітня 1938)
- Контрадмірал (1 квітня 1939)

## Нагороди
- Срібна медаль «Ліакат» (Османська імперія)
- Пам'ятна медаль землетрусу в Калабрії та Сицилії (Королівство Італія)
- Залізний хрест
  - 2-го класу (5 січня 1915)
  - 1-го класу (29 червня 1916)
- Авіський орден, командорський хрест (Португалія; 3 червня 1927)
- Почесний хрест ветерана війни з мечами (23 жовтня 1934)
- Медаль «За вислугу років у Вермахті» 4-го, 3-го, 2-го і 1-го класу (25 років; 2 жовтня 1936) — отримав 4 нагороди одночасно.